# District Dâmbovița
Dâmbovița is een Roemeens district (județ) in de historische regio Walachije, met als hoofdstad Târgoviște (99.137 inwoners).
De gangbare afkorting voor het district is DB.

## Demografie
In het jaar 2002 had Dâmbovița 541.763 inwoners en een bevolkingsdichtheid van 134 inwoners per km².

### Bevolkingsgroepen
96% van de bevolking is Roemeen.
De grootste minderheid zijn de Roma's.

## Geografie
Het district heeft een oppervlakte van 4054 km² en komt daarmee op de 36e plaats met grootte van provincies in Roemenië

## Aangrenzende districten
- Argeș in het westen
- Prahova in het oosten
- Ilfov in het zuidoosten
- Giurgiu in het zuiden
- Teleorman in het zuidwesten
- Brașov in het noorden

## Steden
- Târgoviște
- Moreni
- Găești
- Pucioasa
- Fieni
- Titu
- Petrești